# Vulgichneumon horstmanni
Vulgichneumon horstmanni là một loài tò vò trong họ Ichneumonidae.